# Ron Moody
Ron Moody (født Ronald Moodnick; 8. januar 1924, død 11. juni 2015) var en engelsk skuespiller, sanger, komponist og forfatter.
Han er bedst kendt for rollen som Fagin i musicalen Oliver!, Hvilket han gjorde både på teater og i film (1968) samt Uriah Heep i David Copperfield (1969). Moody var også kendt for sin karakteristiske udseende, som han demonstrerede i musikvideoen til Pet Shop Boys hitsinglem Its a Sin, hvor han spillede en dommer.